# Kattdolpen
Kattdolpen är en sjö i Åre kommun i Jämtland och ingår i Indalsälvens huvudavrinningsområde.